# 罗曼·波拉克
罗曼·波拉克（捷克語：Roman Polák，1986年4月28日—），捷克男子冰球运动员，场上位置是后卫。他曾代表捷克国家队参加2010年冬季奥林匹克运动会冰球比赛，获得第七名。